# Thorichthys pasionis
Thorichthys pasionis es una especie de peces de la familia Cichlidae en el orden de los Perciformes.

## Morfología
Los machos pueden llegar alcanzar los 17 cm de longitud total.

## Distribución geográfica
Se encuentra en  América Central: cuenca del río Usumacinta (México y Guatemala ).